# 南宁市第二十五中学
南宁第二十五中学是广西的一所初中学校，坐落于南宁市西乡塘区边阳新街7号A栋，濒临邕江。

## 校史
于1983年成立并投入使用。

## 学生会
下设
- 劳动部
- 纪检部
- 体育部
- 文艺部
- 宣传部
- 治安部